# Chiesa della Misericordia (Penafiel)
La chiesa della Misericordia (in portoghese: Igreja da Misericórdia) è l'antica cattedrale cattolica di Penafiel, in Portogallo. Si trova in Largo da Misericordia, nella città di Penafiel.

## Storia e descrizione
La chiesa della Misericordia di Penafiel risale al XVII secolo. La sua costruzione si deve all'iniziativa di Padre Amaro Moreira, in seguito sepolto nel coro. I lavori iniziarono nel 1620 per completarsi nel 1631.
La facciata della chiesa, concepita come una pala d'altare, è delimitata da pilastri negli angoli che accentuano la sua verticalità. Sul lato destro si eleva il campanile del XVIII secolo che si erge oltre la linea del timpano e termina in una cupola a bulbo coperto con tegole. L'interno è a navata unica. Il coro presenta un soffitto monumentale a cassettoni.